# Krone AG
Die Krone AG war ein Hersteller von Telekommunikationsgeräten in Berlin. Krone stellte in größerem Maßstab Telefone für die Deutsche Bundespost her, etwa das W48, aber auch Sonderfernsprecher und Bauteile für Übertragungseinrichtungen, wie LSA-Plus-Schneidklemmen. Über Tochtergesellschaften war Krone im europäischen Markt vertreten und etwa an der Entwicklung des niederländischen Telefonmodells T65 beteiligt.

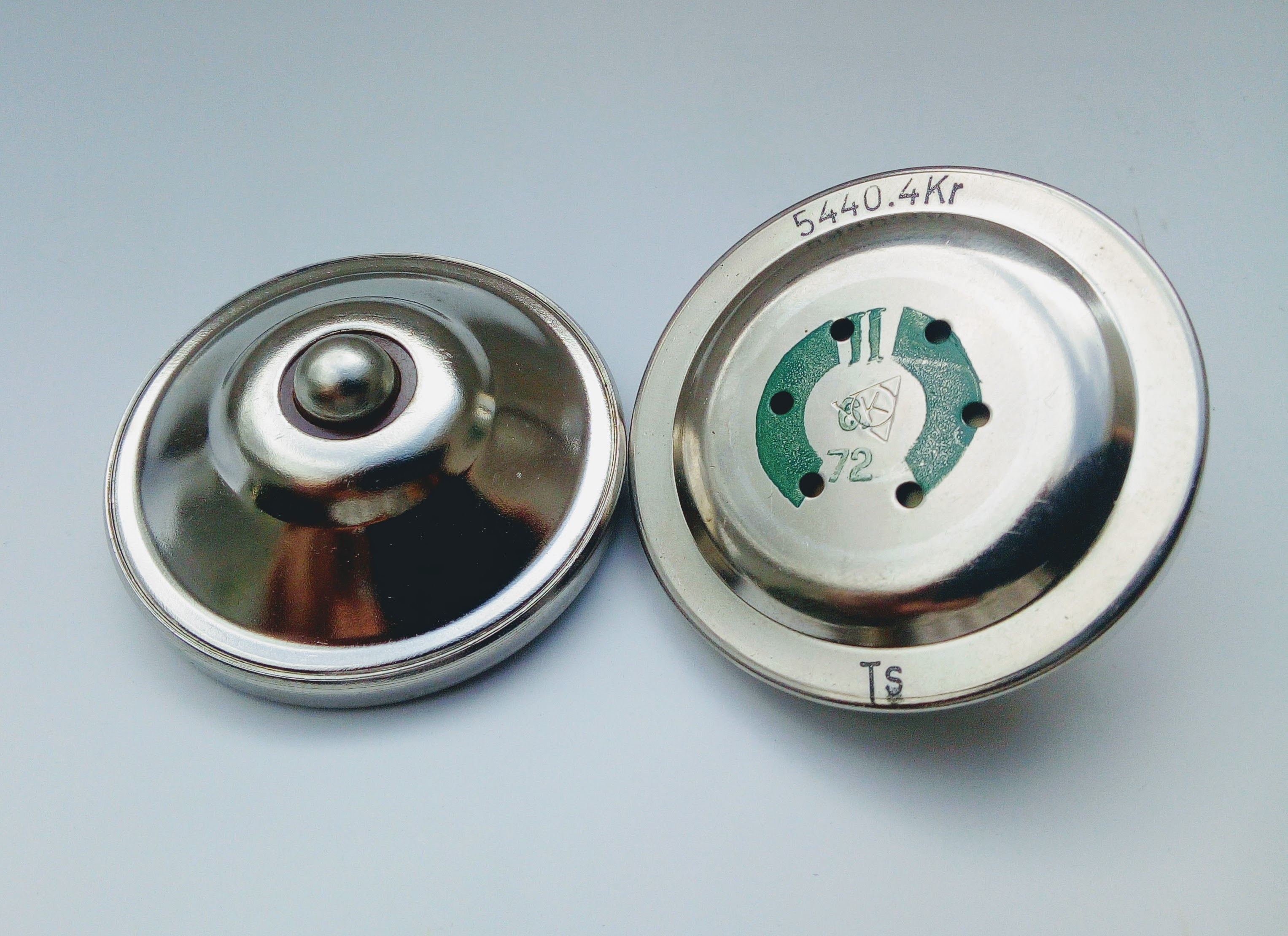
Frühe Transistor-Sprechkapsel (Krone 1972)

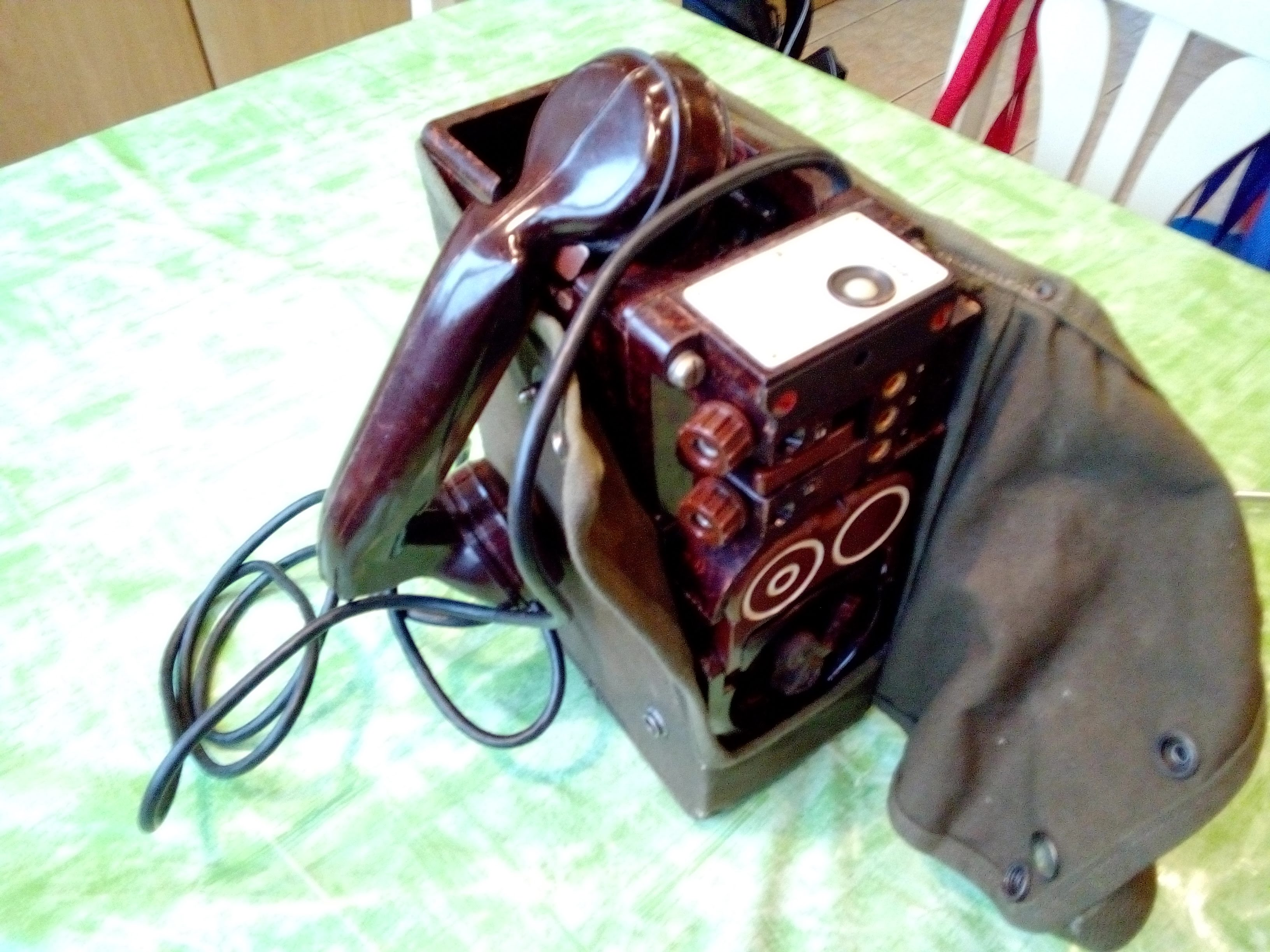
Krone Streckenfernsprecher für die Deutsche Bundespost

## Geschichte
Das Unternehmen wurde 1928 von Gustav Krone in Berlin-Zehlendorf gegründet. 1975 trat dessen Sohn Klaus Krone in das Unternehmen ein, das er später leitete. 1996 wurde das Unternehmen an Jenoptik verkauft, 1999 an GenTek Inc. (USA), 2004 an  ADC Telecommunications. ADC wurde 2010 mit Tyco Electronics zusammengeführt und die Firma Krone aufgegeben. Tyco gab im Herbst 2013 die Schließung des Berliner Werks bekannt.